# Maorineta
Genre
Maorineta est un genre d'araignées aranéomorphes de la famille des Linyphiidae.

## Distribution
Les espèces du genre Maorineta se rencontrent en Océanie, plus précisément en Indonésie, à Kiribati, aux Îles Marshall et en Nouvelle-Zélande.

## Liste des espèces
Selon World Spider Catalog (version 21.0, 15/06/2020) :
- Maorineta acerba Millidge, 1988
- Maorineta ambigua Millidge, 1991
- Maorineta gentilis Millidge, 1988
- Maorineta minor Millidge, 1988
- Maorineta mollis Millidge, 1988
- Maorineta sulcata Millidge, 1988
- Maorineta tibialis Millidge, 1988
- Maorineta tumida Millidge, 1988

## Publication originale
- Millidge, 1988 : The spiders of New Zealand: Part VI. Family Linyphiidae. Otago Museum Bulletin, vol. 6, p. 35-67.